# Roche Longue (Saint-Julien)
Pour les articles homonymes, voir Pierre Longue.
La Roche Longue est un menhir situé à Saint-Julien dans le département français des Côtes-d'Armor.

## Protection
Il a été classé au titre des monuments historiques en 1966.

## Description
Le menhir mesure 5,90 m de hauteur pour 2,95 m de largeur et 1,50 m d'épaisseur. Il est en granite porphyroïde à gros cristaux de feldspath.